# 초실수

초실수선은 실수선보다 더 조밀하다. 실수선 위의 각 점은 이에 무한히 가까운 무한한 수의 초실수들에 대응한다. 반대로, 표준 부분 함수는 유한 초실수를 가장 가까운 실수로 대응시킨다.

비표준 해석학에서 초실수(超實數, 영어: hyperreal)는 실수에 무한대 원소들과 무한소 원소들을 포함하는 체이며, 실수에 대한 모든 1차 논리 명제가 그대로 성립하는 수 체계이다. 1800년대에, 이른바, 입실론-델타 방법은, 무한대와 무한소의 문제를 돌아갔다고 할 수 있는 반면, 초실수는 무한대와 무한소에 대한 직관을 현실화했다고 볼 수 있다.

## 정의
실수 {\displaystyle \mathbb {R} }의 수열 {\displaystyle \mathbb {R} ^{\mathbb {N} }}의 가환환을 생각하자. 이는 크룰 정리에 따라 극대 아이디얼 {\displaystyle {\mathfrak {u}}\subset \mathbb {R} ^{\mathbb {N} }}을 가진다. (크룰 정리는 선택 공리와 동치이다.) 그 몫환
{\displaystyle \mathbb {R} ^{\mathbb {N} }/{\mathfrak {u}}={}^{*}\mathbb {R} }
는 체를 이루는데, 이를 초실수체(超實數體, 영어: hyperreal field)라고 하고, 그 원소를 초실수라고 한다. 각 실수를 상수열의 동치류로 대응시키면, 실수체는 다음과 같이 초실수체로 표준적으로 매장된다.
{\displaystyle r\in \mathbb {R} \mapsto [(r,r,r,\dots )]\in {}^{*}\mathbb {R} }
이러한 극대 아이디얼 {\displaystyle {\mathfrak {u}}}는 자유 극대 필터 {\displaystyle {\mathcal {U}}\subset {\mathcal {P}}(\mathbb {N} )}에 의하여 주어진다. 즉,
{\displaystyle (s_{i})_{i\in \mathbb {N} }\in {\mathfrak {u}}\iff \{i\in \mathbb {N} \colon s_{i}=0\}\in {\mathcal {U}}}
이다. 이 경우, {\displaystyle {}^{*}\mathbb {R} } 위에 다음과 같은 이항 관계를 정의할 수 있다.
{\displaystyle [s]\leq [t]\iff \{i\in \mathbb {N} \colon s_{i}\leq t_{i}\}\in {\mathcal {U}}}
이는 전순서를 이룬다는 것을 보일 수 있다. 따라서 초실수체는 실수체를 확대하는 순서체이다.
초실수체는 선택하는 자유 극대 필터에 따라 달라진다. 만약 연속체 가설을 가정한다면, 모든 초실수체는 순서체로서 서로 동형임을 보일 수 있다. 반면, 연속체 가설을 부정한다면 서로 동형이지 않는 초실수체가 존재한다.

### 실수 집합의 확대
실수 집합 {\displaystyle S\subset \mathbb {R} }가 주어졌다고 하자. 그렇다면, {\displaystyle S}의 초실수 확대(영어: hyperreal extension) {\displaystyle ^{*}S}는 다음과 같다.
{\displaystyle {}^{*}S=\left\{[s]\in {}^{*}\mathbb {R} \colon \{i\in \mathbb {N} \colon s_{i}\in S\}\in {\mathcal {U}}\right\}}
자연수 집합 {\displaystyle \mathbb {N} \subset \mathbb {R} }의 초실수 확대를 초자연수(超自然數, 영어: hypernatural)라고 한다. 정수 집합 {\displaystyle \mathbb {Z} \subset \mathbb {R} }의 초실수 확대를 초정수(超整體, 영어: hyperinteger)라고 한다. 초정수의 집합은 초실수체의 부분환을 이룬다. 유한 초정수는 정수이며, 모든 비표준 초정수는 무한 초실수이다.

## 성질
{\displaystyle 2^{\aleph _{0}}=|\mathbb {R} |\leq |^{*}\mathbb {R} |\leq |\mathbb {R} |^{|\mathbb {N} }=(2^{\aleph _{0}})^{\aleph _{0}}=2^{\aleph _{0}}}
이므로, 초실수 집합의 크기는 실수 집합의 크기와 같다.
{\displaystyle |{}^{*}\mathbb {R} |=2^{\aleph _{0}}=|\mathbb {R} |}
전달 원리에 따라, 1차 논리로 기술할 수 있는 실수의 성질은 초실수에 대해서도 성립한다.
초실수체는 실수체와 달리 아르키메데스 체가 아니다. 이는 아르키메데스 성질을 1차 논리로 기술할 수 없기 때문이다.

### 전달 원리
{\displaystyle \phi }가 기호 {\displaystyle +,-,\times ,{}^{-1},\leq } 및 {\displaystyle \forall x_{i}\in \mathbb {R} }, {\displaystyle \exists x_{i}\in \mathbb {R} }를 사용하는 1차 논리 명제라고 하자. 그렇다면, 이 명제에서 모든 변수를 실수 대신 초실수로 바꾼 1차 논리 명제 {\displaystyle \phi ^{*}}를 정의할 수 있다. 그렇다면 다음이 성립한다.
- {\displaystyle \phi }와 {\displaystyle \phi ^{*}}는 서로 동치이다. 즉, {\displaystyle \phi }가 참이라면 {\displaystyle \phi ^{*}} 역시 참이며, 반면 {\displaystyle \phi }가 거짓이라면 {\displaystyle \phi ^{*}} 역시 거짓이다.

이를 전달 원리(영어: transfer principle)라고 한다.
전달 원리는 고차 논리에서는 성립하지 않는다. 예를 들어,
{\displaystyle \exists \omega \forall n\in \mathbb {N} \colon \overbrace {1+1+\cdots +1} ^{n}\leq \omega }
와 같은 명제는 {\displaystyle \mathbb {R} }에서 거짓이지만 {\displaystyle \mathbb {R} ^{*}}에서는 참이다. 그러나 이 명제는 1차 논리 명제로 쓸 수 없다.

### 위상수학적 성질
초실수의 전순서 집합은 순서 위상을 부여하여 위상 공간으로 만들 수 있다. 순서 위상의 성질에 따라, 초실수 공간은 완비 정규 하우스도르프 공간 (즉, T5 공간)이다.
초실수의 위상 공간은 연결 공간이 아니며, 완전 분리 공간이다. 초실수 공간은 국소 콤팩트 공간이 아니며, 분해 가능 공간이 아니며, 제1 가산 공간이 아니다. 따라서, 초실수 공간은 거리화 가능 공간이 아니다.

## 분류
초실수 가운데 실수가 아닌 것을 비표준 초실수(영어: nonstandard hyperreal)라고 한다.
무한대 초실수(영어: infinite hyperreal)는 다음을 만족시키는 초실수 {\displaystyle r^{*}}이다.
{\displaystyle \forall r\in \mathbb {R} \colon r<|r^{*}|}
무한소 초실수(영어: infinitesimal hyperreal)는 무한대 초실수의 역수이다. 즉, 다음을 만족시키는, 0이 아닌 초실수 {\displaystyle r^{*}}이다.
{\displaystyle \forall r\in \mathbb {R} \colon r<1/|r^{*}|}
무한대가 아닌 초실수를 유한 초실수(영어: finite hyperreal)라고 한다. 유한 초실수의 집합 {\displaystyle {}^{*}\mathbb {F} \subset {}^{*}\mathbb {R} }은 값매김환을 이루며, 유한 초실수환의 유일한 극대 아이디얼은 무한소 초실수의 유사환 {\displaystyle {\mathfrak {i}}\subset {}^{*}\mathbb {F} }이다. 이에 대한 몫환은 실수체와 표준적으로 동형이다.
{\displaystyle {}^{*}\mathbb {F} /{\mathfrak {i}}\cong \mathbb {R} }
즉, 모든 유한 초실수 {\displaystyle {}^{*}r}는 실수 {\displaystyle r}와 무한소 초실수 {\displaystyle \epsilon }의 합으로 유일하게 나타낼 수 있다. 여기서 {\displaystyle r}를 {\displaystyle {}^{*}r}의 표준 부분이라고 하며, {\displaystyle \operatorname {st} ({}^{*}r)}라고 쓴다.
초실수에 대하여, 다음과 같은 자연스러운 동치 관계가 존재한다.
{\displaystyle a\approx b\iff \operatorname {st} (a)=\operatorname {st} (b)}
이에 대한 동치류를 모나드(영어: monad)라고 한다.

## 예
실수 {\displaystyle r}는 상수열의 동치류
{\displaystyle [(r,r,r,\dots )]}
로 대응된다.
초실수
{\displaystyle \omega =[(0,1,2,3,4,\dots )]}
의 동치류는 무한대 초자연수이다. 그 역수
{\displaystyle \omega ^{-1}=[(1,1,1/2,1/3,1/4,\dots )]}
는 무한소 초실수이다.

## 역사
초실수(hyperreal)라는 용어는 1948년에 에드윈 휴잇(영어: Edwin Hewitt)이 최초로 사용하였다.  표준 부분은 에이브러햄 로빈슨이 처음 정의하였고, 로빈슨은 초실수 {\displaystyle x}에 대하여 {\displaystyle {}^{\circ }x}라는 표기법을 사용하였다. 비표준해석학에서는 이 개념이 미적분학에서 미분과 적분 등의 개념을 정립하는데 중요한 역할을 한다. 나중에 이 개념이 엄격히 형식화되어 무한소 이론으로 발전한다. 초실수를 사용하여, 피에르 드 페르마의 직관적인 아다이콸리타스(라틴어: adaequalitas, "거의 같음") 개념을 "같은 표준 부분을 갖는 두 초실수"로 형식화할 수 있다.